# Romy (Auszeichnung)

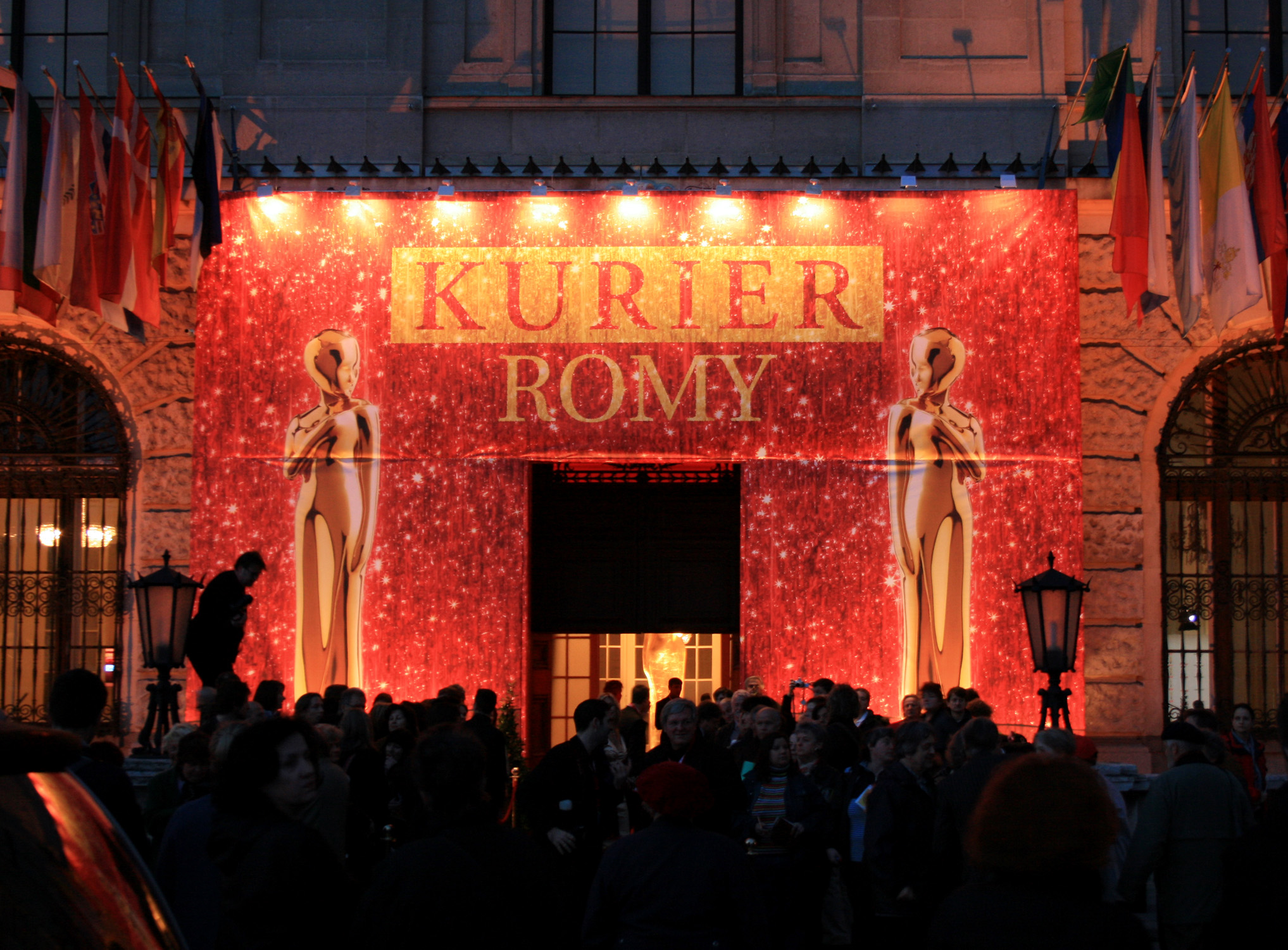
Entrée der Romy-Verleihung 2008

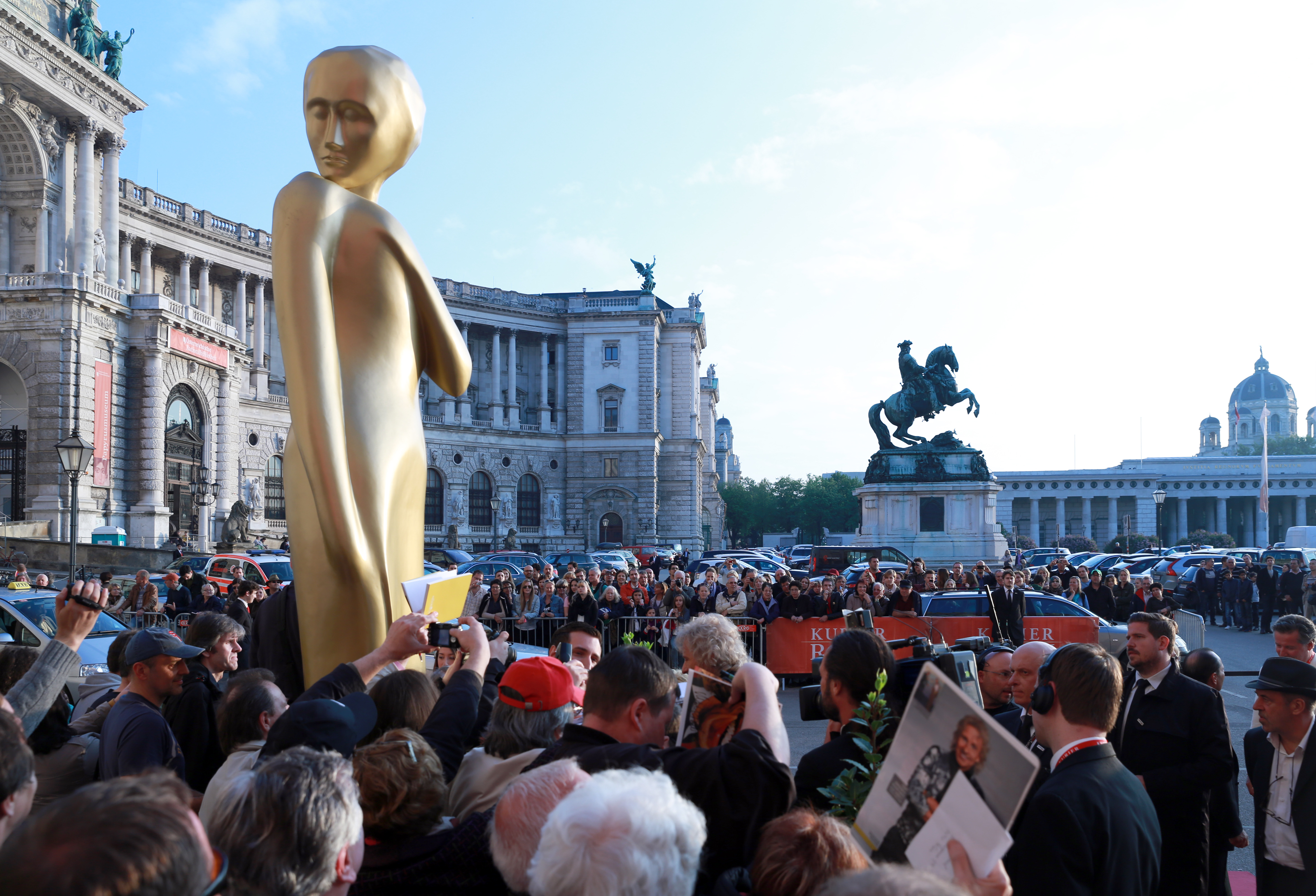
Am Red Carpet der Romy-Verleihung 2014

Die Romy (auch Kurier Romy) ist ein österreichischer Film- und Fernsehpreis, der in Erinnerung an die Schauspielerin Romy Schneider (1938–1982) jährlich von der Tageszeitung Kurier vergeben wird. 

## Geschichte
Ursprünglich 1990 als reiner Fernsehpreis initiiert, werden seit 2010 auch Leistungen im Bereich Kino berücksichtigt. Initiator und Designer der Romy ist Rudolf John. Die Preisverleihung findet jeweils in der Wiener Hofburg statt.
Bei der Romyverleihung 2020 sowie der Romyverleihung 2021 wurde die Gala aufgrund der COVID-19-Pandemie in Österreich abgesagt. Die Statuetten wurden den Preisträgern bereits im Vorfeld der Sendung überreicht.
2024 fand keine Romy-Gala statt. Im Februar 2024 wurden von der Tageszeitung Kurier bis zu 40 Mitarbeiter im Frühwarnsystem des Arbeitsmarktservice (AMS) zur Kündigung angemeldet. Anlässlich des 70-jähriges Bestehen der Tageszeitung Kurier wurden im Oktober 2024 vier Platin-Romys an Hape Kerkeling, Hans Krankl, Herbert Prohaska und Conchita Wurst verliehen. Die Verleihung 2025 soll am 28. November in Kooperation mit dem Filmfestival Kitzbühel stattfinden.
Der Preis teilt sich in Publikums- und Fachkategorien. Die Gewinner der personenbezogenen Publikumspreise werden vom Publikum über das Internet aus fünf bis sechs Nominierten (je nach Kategorie) ausgewählt.
In den Fachkategorien werden die sogenannten Akademiepreise vergeben – eine Jury aus Fachjournalisten schlägt in jeder Kategorie drei Nominierte vor, aus der die Akademie (alle bisherigen Romy-Preisträger) die Sieger kürt. Nominiert werden können Produktionen und Künstler aus dem gesamten deutschsprachigen Raum.

## Statistik und Kurioses

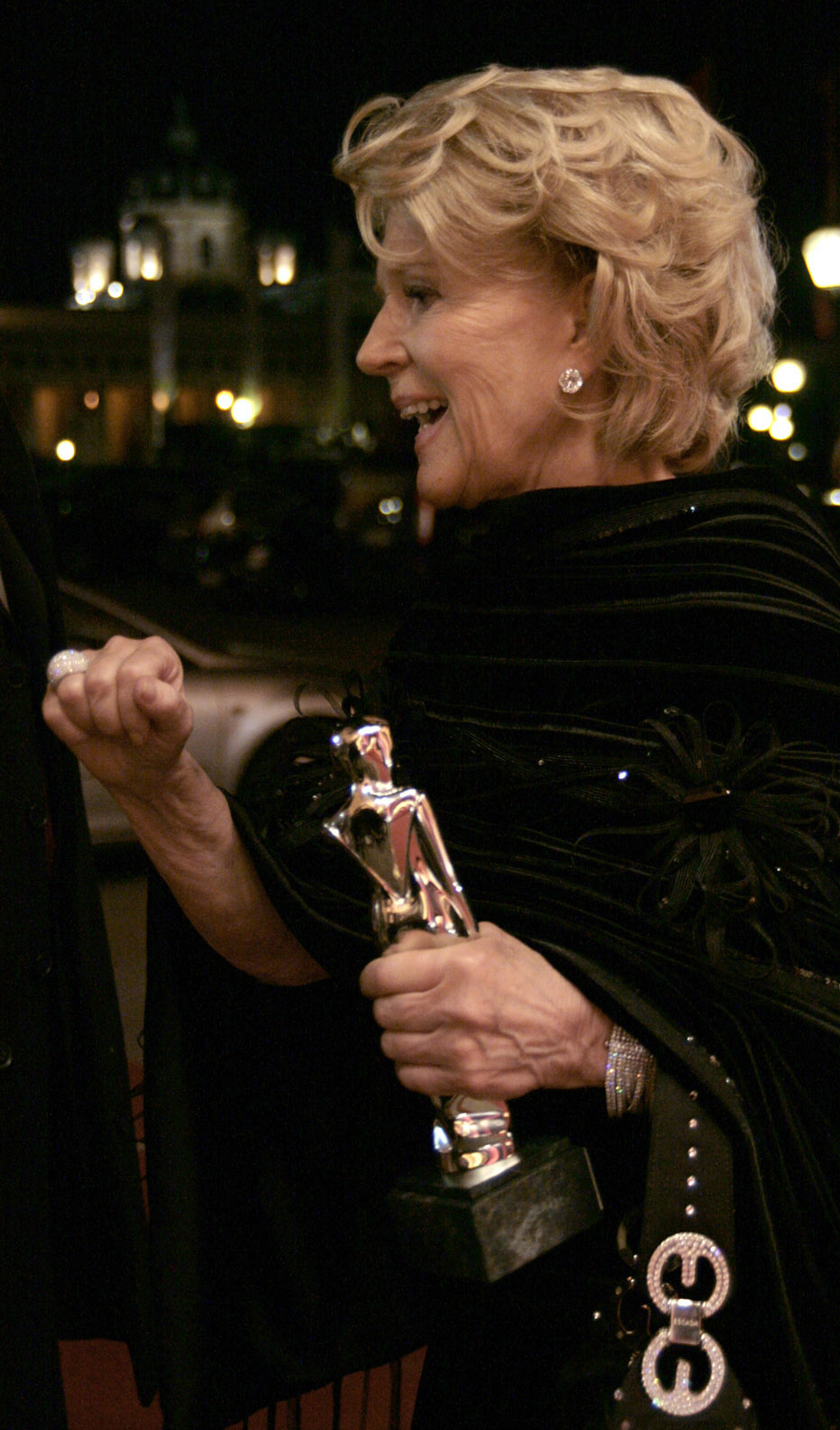
Christiane Hörbiger mit der Platin-Romy für ihr Lebenswerk (2009)

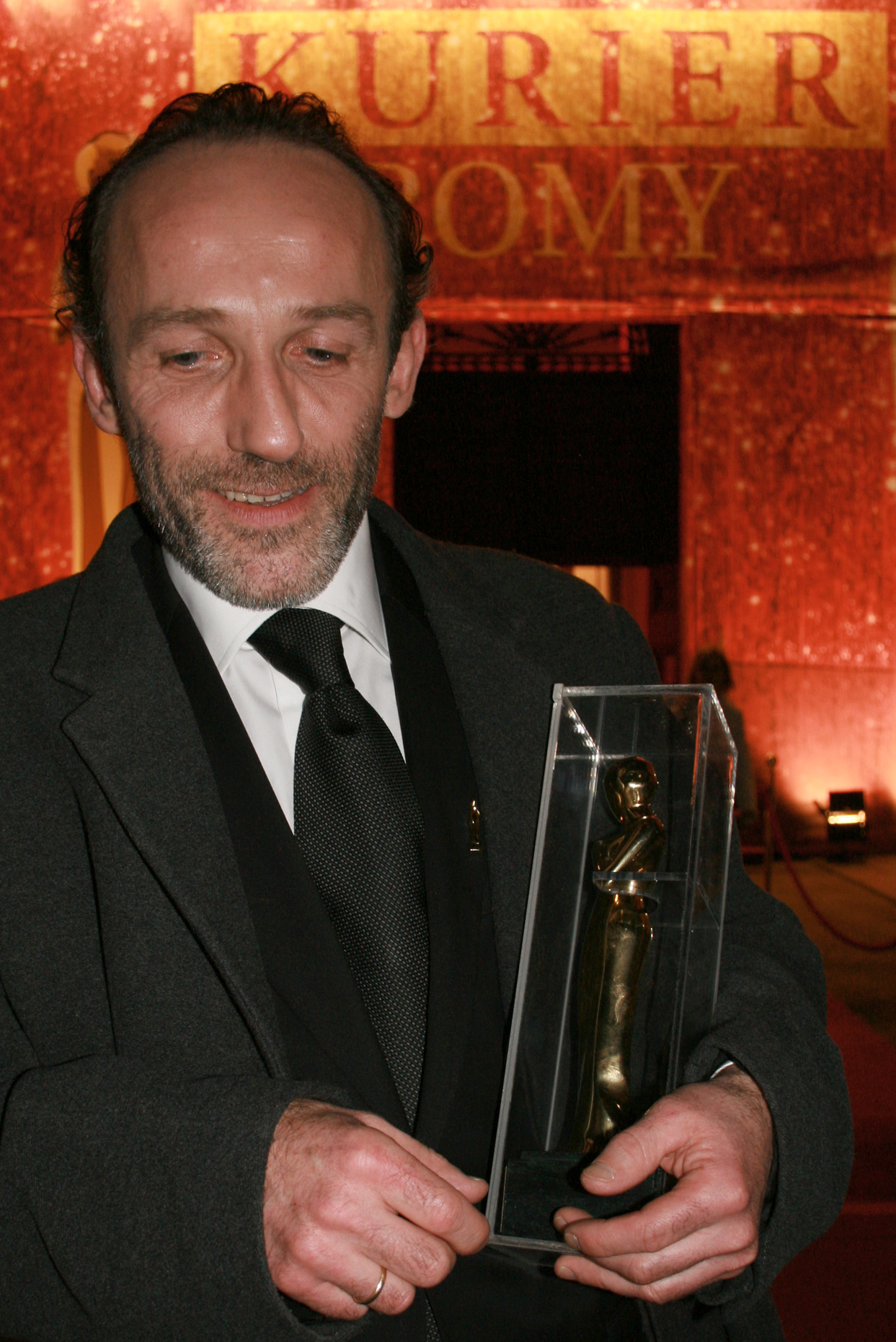
Karl Markovics, Beliebtester Schauspieler der Jahre 2007 und 2008, mit Romy

- Die meisten Romys
9 Romys: Tobias Moretti
8 Romys: Armin Assinger
7 Romys: Christiane Hörbiger und Ingrid Thurnher
5 Romys: Wolfgang Murnberger, Adele Neuhauser  und Ursula Strauss
4 Romys: Ottfried Fischer, Günther Jauch, Mirjam Weichselbraun, Robert Palfrader, Hugo Portisch und Hans Sigl
- Längste Siegesserie
Armin Assinger gewann 2000 bis 2005 jedes Jahr eine Romy, also sechs in Folge.
- Längster Zeitraum zwischen zwei Siegen
Elizabeth T. Spira gewann 1992 und 2013 eine Romy, es lagen also 21 Jahre dazwischen.
- Längste Dankesrede
Kathrin Zechner hielt 1996 eine Rede von 20 Minuten.
- Kürzeste Dankesrede
Tobias Moretti bedankte sich 2004 mit einem schlichten „Danke. Danke. Danke.“

2007 bekam Walter Straub, der scheidende Geschäftsführer der Hofburg Kongresszentrum & Redoutensäle Wien, wo die Romyverleihung alljährlich stattfindet, eine Ehren-Romy in der erfundenen Kategorie „Bester Burgherr“.
2006 erhielt Moritz Bleibtreu seine zweite Romy als beliebtester Schauspieler. Bei der After-Show-Party soll ihm angeblich die Romy gestohlen worden sein, wobei es fast zu einer Schlägerei gekommen wäre, als er sie am Tisch von Alex Scheurer wiederfand.
Bei der Verleihung 1998 wurde Marcel Prawy die Platin-Romy für das Lebenswerk von Otto Schenk in einem Kurier-Plastiksackerl überreicht. Dies war eine Anspielung auf die Gewohnheit des Opernkenners, viele Dinge in Plastiksackerln aufzubewahren.
Bei derselben Verleihung trug Caterina Valente ihre Dankesrede singend vor.
1996 kam es zur sogenannten „Grapsch-Affäre“. O. W. Fischer, der in jenem Jahr für das Lebenswerk ausgezeichnet wurde, soll Christina Lugner ans Knie gefasst haben, welches ihn „mitfühlend, lieb angelacht“ hat.
Die einzige hölzerne Romy erhielt 1995 Reginald von Ravenhorst, der Schäferhund aus Kommissar Rex, der als beliebtester Serienstar außer Konkurrenz geehrt wurde.
Der wohl romantischste Moment in der Romy-Geschichte fand 1994 statt, als Wolfgang Fierek bei seiner Romy-Auszeichnung als beliebtester Serienstar seine Freundin Djamila vor laufender Kamera fragte: „Willst du meine Frau werden?“. Der Heiratsantrag wurde angenommen.
1992 kam es zu einem Todesfall während der Romy-Verleihung. Thomas Pluch erlag sieben Minuten, nachdem er seine Romy für das beste Drehbuch des Jahres erhalten hatte, einem Hirnschlag. Die Gala wurde abgebrochen, auch wenn das vielen nicht recht war. Uschi Glas: „Was auch passiert, the show must go on“. Alle weiteren Romy-Gewinner des Jahres erhielten ihre Statuetten erst bei der Verleihung 1993.

## Statuette
Die 24-karätig vergoldete Romy-Statuette ist 30,5 cm hoch, wiegt knapp 2,9 Kilogramm und steht auf einem Edelserpentin-Sockel. Geformt wurde sie nach einer Filmszene aus Der Swimmingpool mit Alain Delon, in der sich Romy Schneider den Träger ihres Kleides richtet.

## Preisträger

### 1990er Jahre
1990
- Publikumspreise
  - Beliebteste Schauspielerin: Uschi Glas
  - Beliebtester Schauspieler: Klaus Maria Brandauer
  - Beliebtester Serienstar: Linda Hamilton und Peter Weck
  - Beliebteste/r Nachrichtenmoderator/in: Klaus Edlinger
  - Beliebtester Showmaster: Thomas Gottschalk und Vera Russwurm
  - Beliebteste/r Programmansager/in: Erich Götzinger
  - Beliebteste/r Sportmoderator/in: Ingrid Wendl
  - Beliebtester Kommentator: Hugo Portisch
- Jurypreise
  - Bester Nebendarsteller: Fritz Wepper
  - Beste Programmidee: Lida Winiewicz
  - Beste Regie: Paulus Manker
  - Bester Produzent: Otto Pammer
  - Beste Kamera: Helmut Pirnat

1991
- Publikumspreise
  - Beliebteste Schauspielerin: Thekla Carola Wied
  - Beliebtester Schauspieler: Otto Schenk
  - Beliebtester Serienstar: Christian Wolff
  - Beliebteste/r Nachrichtenmoderator/in: Danielle Spera
  - Beliebtester Showmaster: Rudi Carrell und Vera Russwurm (2. Romy)
  - Beliebteste/r Programmansager/in: Jenny Pippal
  - Beliebteste/r Sportmoderator/in: Erich Weiss
  - Beliebtester Kommentator: Hans Benedict
- Jurypreise
  - Beste Programmidee: Ernst Wolfram Marboe
  - Beste Regie: Karin Brandauer
  - Bester Produzent: Rudolf Klingohr
  - Beste Kamera: Karl Kofler
  - Bestes Buch: Felix Mitterer
  - Beste Musik: Klaus-Peter Sattler

1992
- Publikumspreise
  - Beliebteste Schauspielerin: Christiane Hörbiger
  - Beliebtester Schauspieler: Alfred Böhm
  - Beliebtester Serienstar: Uschi Glas (2. Romy)
  - Beliebteste/r Nachrichtenmoderator/in: Robert Hochner
  - Beliebtester Showmaster: Peter Alexander und Vera Russwurm (3. Romy)
  - Beliebteste/r Programmansager/in: Gabriele Haring
  - Beliebteste/r Sportmoderator/in: Sigi Bergmann
  - Beliebtester Kommentator: Hugo Portisch (2. Romy)
- Jurypreise
  - Beste Programmidee: Alltagsgeschichte – Elizabeth T. Spira
  - Beste Regie: Lucky Schmidtleitner
  - Bester Produzent: Karl Spiehs
  - Beste Kamera: Stephan Mussil
  - Bestes Buch: Thomas Pluch
  - Beste Musik: Bingoboys
  - Platin-Romy für das Lebenswerk: Gerd Bacher

1993
- Publikumspreise
  - Beliebteste Schauspielerin: Gusti Wolf
  - Beliebtester Schauspieler: Helmut Fischer
  - Beliebtester Serienstar: Uschi Glas (3. Romy)
  - Beliebteste/r Nachrichtenmoderator/in: Sepp Forcher
  - Beliebtester Showmaster: Harald Juhnke
  - Beliebteste/r Programmansager/in: Chris Lohner
  - Beliebteste/r Sportmoderator/in: Hans Huber
  - Beliebtester Kommentator: Hugo Portisch (3. Romy)
- Jurypreise
  - Beste Programmidee: Johannes Kunz und Helmut Zenker
  - Beste Regie: Peter Patzak
  - Bester Produzent: Michael Wolkenstein
  - Beste Kamera: Friedrich Lex
  - Bestes Buch: Ernst Hinterberger
  - Spezialpreis der Jury: Nachbar in Not – Kurt Bergmann
  - Platin-Romy für das Lebenswerk: Peter Alexander (2. Romy)

1994
- Publikumspreise
  - Beliebteste Schauspielerin: Marianne Mendt
  - Beliebtester Schauspieler: Karlheinz Hackl
  - Beliebtester Serienstar: Wolfgang Fierek
  - Beliebteste/r Nachrichtenmoderator/in: Walter Schiejok
  - Beliebtester Showmaster: Rainhard Fendrich
  - Beliebteste/r Programmansager/in: Sabine Petzl
  - Beliebteste/r Sportmoderator/in: Sigi Bergmann (2. Romy)
- Jurypreise
  - Beste Programmidee: Montevideo – Oliver Baier
  - Beste Regie: Bernd Fischerauer
  - Bester Produzent: Veit Heiduschka
  - Beste Kamera: Walter Kindler
  - Bestes Buch: Ulrike Schwarzenberger
  - Platin-Romy für das Lebenswerk: Hans-Joachim Kulenkampff

1995
- Publikumspreise
  - Beliebteste Schauspielerin: Julia Stemberger
  - Beliebtester Schauspieler: Otto Schenk (2. Romy)
  - Beliebtester Serienstar: Tobias Moretti und der Schäferhund Reginald von Ravenhorst (Kommissar Rex)
  - Beliebteste/r Nachrichtenmoderator/in: Robert Hochner (2. Romy)
  - Beliebtester Showmaster: Rainhard Fendrich (2. Romy)
  - Beliebteste/r Programmansager/in: Marie Christine Giuliani
  - Beliebteste/r Sportmoderator/in: Heinz Prüller
- Jurypreise
  - Beste Programmidee: Monika Lindner
  - Beste Programmidee (Deutschland): Reinhold Beckmann
  - Beste Regie: Wolfgang Murnberger
  - Bester Produzent: Rudolf Klingohr (2. Romy)
  - Beste Kamera: Gernot Roll
  - Bestes Buch: Thomas Roth
  - Platin-Romy für das Lebenswerk: Mario Adorf und Alfred Böhm

1996
- Publikumspreise
  - Beliebteste Schauspielerin: Christiane Hörbiger (2. Romy)
  - Beliebtester Schauspieler: Karl Merkatz
  - Beliebtester Serienstar: Tobias Moretti (2. Romy)
  - Beliebteste/r Nachrichtenmoderator/in: Horst Friedrich Mayer
  - Beliebtester Showmaster: Thomas Gottschalk (2. Romy)
  - Beliebteste/r Talkmaster/in: Barbara Stöckl
  - Beliebteste/r Sportmoderator/in: Erich Weiss (2. Romy)
  - Erfolgreichster österreichischer Kinofilm: Freispiel – Harald Sicheritz und Alfred Dorfer
- Jurypreise
  - Beste Programmidee: Fest der Freiheit Kathrin Zechner
  - Beste Programmidee (Deutschland): RTL Samstag Nacht
  - Beste Regie: Dieter Wedel – Der Schattenmann
  - Bester Produzent: Kurt J. Mrkwicka
  - Beste Kamera: Bernd Meiners
  - Bestes Buch: Paul Harather und Serge Falck
  - Spezialpreis der Jury: Die Sendung mit der Maus – WDR
  - Platin-Romy für das Lebenswerk: Liselotte Pulver und O. W. Fischer

1997
- Publikumspreise
  - Beliebteste Schauspielerin: Brigitte Neumeister
  - Beliebtester Schauspieler: Lukas Resetarits
  - Beliebtester Serienstar: Tobias Moretti (3. Romy)
  - Beliebteste/r Nachrichtenmoderator/in: Josef Broukal
  - Beliebtester Showmaster: Peter Rapp
  - Beliebteste/r Talkmaster/in: Barbara Stöckl (2. Romy)
  - Beliebteste/r Sportmoderator/in: Robert Seeger
  - Erfolgreichster österreichischer Kinofilm: Der Bockerer II – Österreich ist frei – Franz Antel
- Jurypreise
  - Beste Programmidee: Treffpunkt Kultur – Wolfgang Lorenz
  - Beste Programmidee (Deutschland): Der Bulle von Tölz – Ernst von Theumer
  - Beste Regie: Hannes Rossacher und Rudi Dolezal
  - Bester Produzent: Dieter Pochlatko
  - Beste Kamera: Georg Riha
  - Bestes Buch: Roland Gugganig
  - Spezialpreis der Jury: Die kranken Schwestern – ORF
  - Platin-Romy für das Lebenswerk: Antal Festetics

1998
- Publikumspreise
  - Beliebteste Schauspielerin: Senta Berger
  - Beliebtester Schauspieler: Götz George
  - Beliebtester Serienstar: Ottfried Fischer
  - Beliebteste/r Nachrichtenmoderator/in: Josef Broukal (2. Romy)
  - Beliebtester Showmaster: Hansi Hinterseer
  - Beliebteste/r Talkmaster/in: Barbara Stöckl (3. Romy)
  - Erfolgreichster österreichischer Kinofilm: Eine fast perfekte Scheidung – Reinhard Schwabenitzky
- Jurypreise
  - Beste Programmidee: Projekt X – Gerald Votava, Clemens Haipl und Herbert Knötzl
  - Beste Programmidee (Deutschland): Hitlers Helfer – Guido Knopp
  - Beste Regie: Xaver Schwarzenberger
  - Bester Produzent: Peter Hajek und Helmuth Dimko
  - Beste Kamera: Helmut Pirnat (2. Romy)
  - Bestes Buch: Franz Xaver Bogner
  - Spezialpreis der Jury: Armin Assinger für seine Skiberichterstattung
  - Platin-Romy für das Lebenswerk: Caterina Valente, Marcel Prawy und Horst Tappert

1999
- Publikumspreise
  - Beliebteste Schauspielerin: Christiane Hörbiger (3. Romy)
  - Beliebtester Schauspieler: Roland Düringer
  - Beliebtester Serienstar: Gedeon Burkhard
  - Beliebteste/r Nachrichtenmoderator/in: Ingrid Thurnher
  - Beliebtester Showmaster: Peter Rapp (2. Romy)
  - Beliebteste/r Talkmaster/in: Harald Schmidt
  - Erfolgreichster österreichischer Kinofilm: Hinterholz 8 – Harald Sicheritz (2. Romy)
- Jurypreise
  - Beste Programmidee: ZiB 3 – Johannes Fischer
  - Beste Programmidee (Deutschland): Die Wochenshow – sat.1
  - Beste Regie: Walter Bannert
  - Bester Produzent: Danny Krausz und Kurt Stocker
  - Beste Kamera: Wolfgang Thaler
  - Bestes Buch: Peter Mazzuchelli
  - Spezialpreis der Jury: kreuz und quer (Hans Andreas Guttner und Werner Petermann)
  - Platin-Romy für das Lebenswerk: Nadja Tiller und Maximilian Schell

### 2000er Jahre
2000
- Publikumspreise
  - Beliebteste Schauspielerin: Christiane Hörbiger (4. Romy)
  - Beliebtester Schauspieler: Alfred Dorfer (2. Romy)
  - Beliebtester Serienstar: Harald Krassnitzer
  - Beliebteste/r Nachrichtenmoderator/in: Robert Hochner (3. Romy)
  - Beliebteste/r Show- und Talkmaster/in: Rainhard Fendrich (3. Romy)
  - Beliebteste/r Sportmoderator/in: Armin Assinger (2. Romy)
  - Beliebteste/r Magazinmoderator/in: Reinhard Jesionek
  - Erfolgreichster österreichischer Kinofilm: Wanted – Harald Sicheritz (3. Romy)
- Jurypreise
  - Beste Programmidee: Österreichs Gespräche – Gerhard Weis
  - Beste Programmidee (Deutschland): TV total – ProSieben
  - Beste Regie: Andreas Gruber
  - Bester Produzent: Jörg Grabosch
  - Beste Kamera: Fabian Eder
  - Bestes Buch: Uli Brée, Rupert Henning und Sabine Reichl
  - Spezialpreis der Jury: Peter Resetarits – Am Schauplatz
  - Platin-Romy für das Lebenswerk: Susi Nicoletti und Franz Antel (2. Romy)

2001
- Publikumspreise
  - Beliebteste Schauspielerin: Christiane Hörbiger (5. Romy)
  - Beliebtester Schauspieler: Tobias Moretti (4. Romy)
  - Beliebtester Serienstar: Ottfried Fischer (2. Romy)
  - Beliebteste/r Nachrichtenmoderator/in: Ingrid Thurnher (2. Romy)
  - Beliebteste/r Show- und Talkmaster/in: Günther Jauch
  - Beliebteste/r Sportmoderator/in: Armin Assinger (3. Romy)
  - Beliebteste/r Magazinmoderator/in: Martina Rupp
  - Erfolgreichster österreichischer Kinofilm: Komm, süßer Tod – Wolfgang Murnberger (2. Romy)
  - Beliebtester weiblicher Shooting Star: Mavie Hörbiger
  - Beliebtester männlicher Shooting Star: Alexander Pschill
- Jurypreise
  - Beste Programmidee: Taxi Orange – Mischa Zickler
  - Beste Programmidee (Deutschland): Was guckst Du?! – Kaya Yanar
  - Beste Regie: Kurt Pongratz
  - Bester Produzent: Ernst von Theumer (2. Romy)
  - Beste Kamera: Thomas Kürzl – Trautmann
  - Bestes Buch: Dieter Berner und Peter Turrini
  - Spezialpreis der Jury: Herbert Habersack und Sepp Friedhuber – Ur-Amazonas Fluss aus der Wüste
  - Platin-Romy für das Lebenswerk: Johannes Heesters

2002
- Publikumspreise
  - Beliebteste Schauspielerin: Veronica Ferres
  - Beliebtester Schauspieler: Erwin Steinhauer
  - Beliebtester Serienstar: Ottfried Fischer (3. Romy)
  - Beliebteste/r Nachrichtenmoderator/in: Josef Broukal (3. Romy)
  - Beliebteste/r Show- und Talkmaster/in: Günther Jauch (2. Romy)
  - Beliebteste/r Sportmoderator/in: Armin Assinger (4. Romy)
  - Beliebteste/r Magazinmoderator/in: Helmut Pechlaner
  - Erfolgreichster österreichischer Kinofilm: Die Klavierspielerin – Michael Haneke
  - Beliebtester weiblicher Shooting Star: Denise Zich
  - Beliebtester männlicher Shooting Star: Stefano Bernardin
- Jurypreise
  - Beste Programmidee: Die Akte Joel – Rudi Dolezal (2. Romy), Hannes Rossacher (2. Romy) und Beate Thalberg
  - Beste Programmidee (Deutschland): Der große IQ-Test – Reinout Oerlemans und Monika Zielinski
  - Beste Regie: Thomas Roth – Trautmann
  - Bester Produzent: Karl Spiehs (2. Romy) – Liebe, Lügen, Leidenschaft
  - Beste Kamera: Richard Ladkani – Donauklöster – Unser tägliches Barock: Stift Melk
  - Bestes Buch: Alfred Komarek und Julian Pölsler – Inspektor Simon Polt
  - Spezialpreis der Jury: Heinrich Breloer und Horst Königstein – Die Manns – Ein Jahrhundertroman
  - Die aufregendsten TV-Minuten: Chris Burns, CNN
  - Platin-Romy für das Lebenswerk: Elfriede Ott und Hugo Portisch (4. Romy)

2003
- Publikumspreise
  - Beliebteste Schauspielerin: Christiane Hörbiger (6. Romy)
  - Beliebtester Schauspieler: Tobias Moretti (5. Romy)
  - Beliebtester Serienstar: Roland Düringer (2. Romy)
  - Beliebteste/r Nachrichtenmoderator/in: Ingrid Thurnher (3. Romy)
  - Beliebteste/r Show- und Talkmaster/in: Armin Assinger (5. Romy)
  - Beliebtester weiblicher Shooting Star: Kristina Sprenger
  - Beliebtester männlicher Shooting Star: Elton
- Jurypreise
  - Bester Fernsehfilm: Taxi für eine Leiche – Wolfgang Murnberger (3. Romy)
  - Beste Fernsehdokumentation: Unser Freund Saddam – Antonia Rados
  - Beste Programmidee: Sendung ohne Namen – Fred Schreiber und David Schalko
  - Bester Produzent: Wulf Flemming
  - Beste Kamera: Erhard Seidl – Graz
  - Bestes Buch: Marc Terjung
  - Spezialpreis der Jury: Starmania – Mischa Zickler (2. Romy), Tobias Krause und Arabella Kiesbauer
  - Platin-Romy für das Lebenswerk: Rudi Carrell (2. Romy)

2004
- Publikumspreise
  - Beliebteste Schauspielerin: Iris Berben
  - Beliebtester Schauspieler: Tobias Moretti (6. Romy)
  - Beliebtester männlicher Serienstar: Ottfried Fischer (4. Romy)
  - Beliebtester weiblicher Serienstar: Ruth Drexel
  - Beliebtester Show- und Talkmaster: Armin Assinger (6. Romy)
  - Beliebteste Show- und Talkmasterin: Barbara Karlich
  - Beliebtester Moderator: Wolfram Pirchner
  - Beliebteste Moderatorin: Ingrid Thurnher (4. Romy)
  - Beliebtester weiblicher Shooting Star: Marie-Christine Friedrich
  - Beliebtester männlicher Shooting Star: Boris Uran
- Jurypreise
  - Bester Fernsehfilm: Die Rückkehr des Tanzlehrers – Urs Egger
  - Beste Fernsehdokumentation: Null Acht Vierzig – Das Spiel des Lebens – Helmut Voitl
  - Beste Programmidee: Dorfers Donnerstalk – Alfred Dorfer (3. Romy), Erich Schindlecker und Florian Scheuba
  - Beste Regie: Johannes Fabrick – Schleudertrauma
  - Bester Produzent: John Lüftner, Thomas Bogner und Roland Loibl – Sunshine Airlines
  - Beste Kamera: Hans-Günther Bücking – Jennerwein
  - Bestes Buch: Jo Baier – Schwabenkinder
  - Spezialpreis der Jury: Thomas Brezina – Forscherexpress
  - Platin-Romy für das Lebenswerk: Fritz Muliar

2005
- Publikumspreise
  - Beliebteste Schauspielerin: Iris Berben (2. Romy)
  - Beliebtester Schauspieler: Moritz Bleibtreu
  - Beliebtester männlicher Serienstar: Wolfgang Böck
  - Beliebtester weiblicher Serienstar: Gaby Dohm
  - Beliebtester Show- und Talkmaster: Armin Assinger (7. Romy)
  - Beliebteste Show- und Talkmasterin: Barbara Karlich (2. Romy)
  - Beliebtester Moderator: Wolfram Pirchner (2. Romy)
  - Beliebteste Moderatorin: Elisabeth Engstler
  - Beliebtester weiblicher Shooting Star: Tanja Wedhorn
  - Beliebtester männlicher Shooting Star: Max von Thun
- Jurypreise
  - Bester Fernsehfilm: Die Heilerin – Holger Barthel und Team
  - Beste Fernsehdokumentation: Unterwegs nach … Heimat – Barbara Gräftner
  - Beste Programmidee: Genial daneben – Hugo Egon Balder, Hella von Sinnen und Bernhard Hoëcker
  - Beste Regie: Michael Kreihsl – Mein Vater, meine Frau und meine Geliebte
  - Bester Produzent: Peter A. Mayer
  - Beste Kamera: Helmut Pirnat (3. Romy) – Tatort: Der Teufel vom Berg
  - Bestes Buch: Justus Pfaue – Die Kirschenkönigin
  - Spezialpreis der Jury: Schachmatt – Susanne Brandstätter
  - Platin-Romy für das Lebenswerk: Peter Weck (2. Romy)

2006
- Publikumspreise
  - Beliebteste Schauspielerin: Christine Neubauer
  - Beliebtester Schauspieler: Moritz Bleibtreu (2. Romy)
  - Beliebtester männlicher Serienstar: Michael Niavarani
  - Beliebtester weiblicher Serienstar: Ruth Drexel (2. Romy)
  - Beliebtester Show- und Talkmaster: Günther Jauch (3. Romy)
  - Beliebteste Show- und Talkmasterin: Sonya Kraus
  - Beliebtester Moderator: Armin Wolf
  - Beliebteste Moderatorin: Ingrid Thurnher (5. Romy)
  - Beliebtester weiblicher Shooting Star: Gerti Drassl
  - Beliebtester männlicher Shooting Star: Nikolai Kinski
- Jurypreise
  - Bester Fernsehfilm: Speer und Er – Heinrich Breloer, Tobias Moretti und Susanne Schäfer
  - Beste Programmidee: Schillerstraße – Maike Tatzig, Cordula Stratmann, Marc Schubert, Matthias Alberti, Josef Ballerstaller, Annette Frier und Martin Schneider
  - Beste Programmidee: 8 × 45 – Heinrich Ambrosch
  - Bester Produzent: Jan Mojto – Kronprinz Rudolf
  - Beste Regie: Urs Egger (2. Romy) – Tod eines Keilers (Der Keiler)
  - Beste Kamera: Thomas Kiennast – Im Reich der Reblaus
  - Bestes Buch: Michael Scharang und Elisabeth Scharang – Mein Mörder
  - Spezialpreis der Jury: Dancing Stars – Alfons Haider und Mirjam Weichselbraun
  - Spezialpreis der Jury: Bauer sucht Frau – Andreas Schneider und Katrin Lampe – (ATV)
  - Platin-Romy für das Lebenswerk: Manfred Krug

2007
2008
2009

### 2010er Jahre
2010
2011
2012
2013
2014
2015
2016
2017
2018
2019

### 2020er Jahre
2020
2021
2022
2023